# Bhadrakali (Sindhuli)
Bhadrakali (nepalski: भद्रकाली) – gaun wikas samiti w środkowej części Nepalu  w strefie Dźanakpur w dystrykcie Sindhuli. Według nepalskiego spisu powszechnego z 2001 roku liczył on 744 gospodarstw domowych i 4591 mieszkańców (2350 kobiet i 2241 mężczyzn).